# 브라질큰눈박쥐
브라질큰눈박쥐(Chiroderma doriae)는 주걱박쥐과(신세계잎코박쥐과)에 속하는 남아메리카 박쥐의 일종이다. 학명의 종소명은 이탈리아 박물학자 자코모 도리아(Giacomo Doria)의 이름에서 유래했다.

## 특징
보통 크기의 박쥐로 몸통 길이가 69~78mm이고 전완장이 49~56mm이다. 귀 길이는 19~21.5mm이다. 등 쪽 털은 회색빛 갈색부터 불그스레한 갈색까지 다양한 반면에 배 쪽은 회색빛을 띤다. 주둥이는 짧고 넓다. 잎코가 잘 발달해 있고 피침형이다. 핵형은 2n=26, FN=48이다.

## 생태
무화과나무속과 케크로피아속, 문팅기아속, 후추속의 꽃꿀을 먹는다. 새끼를 밴 암컷이 4월과 5월, 10월을 제외한 연중 발견된다. 3.5개월의 임신 기간 이후 한 번에 한 마리의 새끼를 낳는다.

## 분포 및 서식지
브라질 동부와 남부, 파라과이 남동부 지역에 널리 분포한다. 열대 우림과 탈락성 숲, 습지와 초원 지대에서 서식한다.